# Giuseppe Olivieri
Giuseppe Olivieri (Campo Ligure, 28 februari 1889 - Varazze, 22 mei 1973) was een Italiaans wielrenner. Hij was prof van 1912 tot en met 1928. In 1920 won hij de eerste etappe van de Ronde van Italië.
Van 1946 tot 1949 werd hij ploegleider bij het wielerteam Olmo.

## Belangrijkste overwinningen
1921
- 1e rit Ronde van Italië

## Tourdeelnames
geen